# Großrudestedt
Großrudestedt est une commune allemande de Thuringe, située dans l'arrondissement de Sömmerda.
Großrudestedt est le siège de la communauté d'administration de Gramme-Aue qui regroupe les sept communes de Alperstedt, Großmölsen, Großrudestedt, Kleinmölsen, Nöda, Ollendorf et Udestedt pour une superficie de 73,89 km2 et une population de 5 488 habitants en 2007.